# Logan Sargeant
Logan Hunter Sargeant (Boca Raton, 2000. december 31. –) amerikai autóversenyző, a 2020-as F3-as bajnokság harmadik helyezettje. 2023-tól 2024 augusztusi menesztéséig a Williams pilótája volt.

## Pályafutása

### A kezdetek
Pályafutását gokartozással kezdte. 2015-ben megnyerte a Nemzetközi Automobil Szövetség által szervezett nemzetközi junior bajnokságot, első amerikai versenyzőként Lake Speed 1978-as elsősége óta.
A következő évben az arab Formula–4-es bajnokságban versenyzett, ahol tizenöt dobogós helyezést gyűjtve az összetett pontverseny 2. helyén zárt. 2017-ben a brit Formula–4-bajnokságban állt rajthoz a Carlin Motorsport színeiben. A szezon során két futamot nyert meg, összesen tíz alkalommal állhatott dobogóra, a bajnokságot pedig a 3. helyen zárta.
2018-ban a francia R-ace GP csapat versenyzőjeként a Formula Renault Európa-kupában állt rajthoz.

### Formula–3
Egy évvel később lehetőséget kapott az újjáalakult FIA Formula–3 bajnokságban is. Ritkán ért csak be pontszerző helyen, összetettben a 19. lett, csupán 5 pontot szerezve. A korosztály egyik legjelentősebb versenyén, a makaói nagydíjon viszont harmadikként ért célba.
2020-ban az egyik legerősebb gárda, a Prema Racing csapatához szerződve indul továbbra is a bajnokságban. A második brit hétvége főfutamán pole-pozícióból indulva első versenygyőzelmét aratta. A forduló után átvette a vezetést a bajnokságban csapattársától, Oscar Piastritól. Augustus 14-én a spanyol hétvégén ismét megfutotta a leggyorsabb kört a kvalifikáció során, amellyel sorozatban harmadik rajtelsőségét szerezte. A főversenyen végül a harmadik, a sprintversenyen pedig az ötödik lett. Az olaszországi Monzában a főversenyen megpördült és egészen a huszonhatodik pozícióig csúszott vissza, a bajnokságban pedig elveszítette az összetett vezetést. A kaotikus sprintfutamon egészen a negyedik helyig zárkózott fel, majd miközben csapattársát, Frederik Vestit előzte összeértek, majd defektet kapott és ismét nem szerzett pontot. Az évadzáró mugellói aszfaltcsíkon, a sprintfutamra pontegyenlőség alakult ki közte és Piastri között, mindketten 160 ponttal álltak az idény legutolsó versenye előtt. A rajtnál a sűrű középmezőnyben balesetbe keveredett, majd a sóderágyba csúszott, amivel feladni kényszerült bajnoki reményeit. Mivel Théo Porchaire a harmadik lett, még ő is megelőzte a végelszámolásban. Végül 160 pontjával bronzérmet szerzett az összetettben.
2021 februárjában bejelentette, hogy anyagi gondok és szponzorok hiányában nem tud finanszírozni ülést az FIA Formula–2 bajnokságban. 2021. április 2-án a cseh Charouz Racing System nevezte a 2021-es idény előtti tesztekre. Május 4-én hivatalosan is bejelentették, hogy teljes a teljes szezonban az istálló versenyzője lesz. A szezonnyitó hétvége három versenyéből, kettőt is a pontszerzők között zárt. Ausztriában, az első sprintfutamon eredetileg a 3. helyen intették le, azonban utólag a 15. helyre rangsorolták vissza, ugyanis megbüntették a pályahatárok többszöri átlépése miatt. A második versenyen ütközött a holland Tijmen van der Helmmel és kiesett. Magyarországon az 1. versenyen eredetileg 4.-ként futott be, de a győztes, Lorenzo Colombo utólagos hátrasorolása után a végeredményben a 3. lett. Hollandiában, Zandvoortban a hétvégenyitó futamon a 2. pozícióban ért be, ahonnan indult. Szeptember 24-én, a pénteki napra, elővigyázatosságból átszervezett idényzáró első futamát Szocsiban a 2. helyről kezdte meg. A pálya második kanyarjában kifékezte az élről induló Victor Martinst, amivel átvette a vezetést és a legutolsó körökben a mögötte haladó, Dennis Hauger támadásait is kivédekezve megnyerte a versenyt, ezzel pedig a Charouz legelső F3-as győzelmét aratta. A bajnoki tabellán 7. lett a 102 pontjával, a cseh gárda legeredményesebb versenyzőjeként.

### Sportautózás
2021. május 13-án kiderült, hogy a Racing Team Turkey színeiben részt vesz az európai Le Mans-széria osztrák versenyén. Augusztus 19-én rajthoz állt a Michelin Le Mans-kupa Road to Le Mans első versenyén a #8-as rajtszámú Iron Lynx Ferrarijával, Rory Penttinen csapattársaként, akivel megnyerte a GT3-as kategóriát. A második futamon a 2. pozícióban intették le őket. A győzelem miatt indulási joghoz segítette az Iron Lynx gárdáját a 2022-es Le Mans-i 24 órás versenyre.

### Formula–2
2021. november 29-én nyilvánosságra hozták, hogy bemutatkozik az FIA Formula–2 bajnokságban, Szaúd-Arábiában a HWA Racelab színeiben, Jake Hughes helyén. 2021. december 13-án bejelentésre került, hogy a Carlin színeiben, 2022-ben teljes szezont fut.

### Formula–1
2021. október 22-én a Williams bejelentette, hogy hossztávú szerződést kötött a versenyzővel és felvették a versenyzői akadémiára. December 9-én az istálló nevezte a 2021-es abu-dzabi nagydíj utáni fiatalok tesztjére, ahol először vezethette a FW43B kódjelű autót.
2023 és 2024 augusztusa között a Williams csapatnál versenyzett kevés sikerrel, egyetlen alkalommal szerzett pontot csupán, még 2023-as debütáló évében Austinban rendezett Amerikai Nagydíjon lett tizedik. Idén júliusban adta hírül a Williams istálló, hogy 2025-től Carlos Sainz lesz Alexander Albon csapattársa.
2024. augusztus 27-én a Williams hivatalos közleményben jelentette be, hogy a gyenge teljesítménye miatt menesztik Sargeantet.

## Eredményei

### Karrier összefoglaló
| Szezon  | Bajnokság                          | Csapat                | Verseny          | Győzelem         | Pole             | Leggyorsabb kör  | Dobogós helyezés | Pont             | Helyezés         |
| ------- | ---------------------------------- | --------------------- | ---------------- | ---------------- | ---------------- | ---------------- | ---------------- | ---------------- | ---------------- |
| 2016–17 | Arab Formula–4-es bajnokság        | Team Motopark         | 18               | 0                | 0                | 7                | 15               | 261              | 2.               |
| 2017    | Brit Formula–4-bajnokság           | Carlin                | 30               | 2                | 2                | 2                | 10               | 356              | 3.               |
| 2017    | Formula Renault Európa-kupa        | R-ace GP              | 3                | 0                | 0                | 0                | 0                | 0                | HN†              |
| 2017    | Formula Renault Észak-európai kupa | R-ace GP              | 2                | 0                | 0                | 0                | 0                | 24               | 23.              |
| 2017    | V de V Challenge Monoplace         | R-ace GP              | 3                | 1                | 1                | 0                | 3                | 99               | 28.              |
| 2018    | Formula Renault Európa-kupa        | R-ace GP              | 20               | 3                | 2                | 3                | 7                | 218              | 4.               |
| 2018    | Formula Renault Észak-európai kupa | R-ace GP              | 12               | 1                | 0                | 2                | 3                | 87               | 5.               |
| 2019    | Formula–3                          | Carlin Buzz Racing    | 16               | 0                | 0                | 0                | 0                | 5                | 19.              |
| 2019    | Makaói nagydíj                     | Carlin Buzz Racing    | 1                | 0                | 0                | 0                | 1                | —                | 3.               |
| 2020    | Formula–3                          | Prema Racing          | 18               | 2                | 3                | 2                | 6                | 160              | 3.               |
| 2021    | Formula–3                          | Charouz Racing System | 20               | 1                | 0                | 0                | 4                | 102              | 7.               |
| 2021    | Formula–2                          | HWA Racelab           | 3                | 0                | 0                | 0                | 0                | 0                | 29.              |
| 2021    | Formula–1                          | Williams              | Fejlesztő pilóta | Fejlesztő pilóta | Fejlesztő pilóta | Fejlesztő pilóta | Fejlesztő pilóta | Fejlesztő pilóta | Fejlesztő pilóta |
| 2021    | Európai Le Mans-széria             | Racing Team Turkey    | 2                | 0                | 1                | 0                | 0                | 21               | 19.              |
| 2021    | Michelin Le Mans-kupa              | Iron Lynx             | 3                | 2                | 2                | 3                | 3                | 51               | 6.               |
| 2022    | Formula–2                          | Carlin                | 28               | 2                | 2                | 0                | 4                | 148              | 4.               |
| 2023    | Formula–1                          | Williams              | 22               | 0                | 0                | 0                | 0                | 1                | 21.              |
| 2024    | Formula–1                          | Williams              | 15               | 0                | 0                | 0                | 0                | 0                | 23.              |

* A szezon jelenleg is zajlik.
† Mivel Sargeant vendégversenyzőként vett részt, ezért nem volt jogosult bajnoki pontokra.

### Teljes FIA Formula–3-as eredménysorozata
(Táblázat értelmezése)

(Félkövér: pole-pozícióból indult; dőlt: leggyorsabb kört futott) 

| Év   | Csapat                | 1          | 2           | 3           | 4          | 5          | 6          | 7          | 8          | 9          | 10          | 11         | 12         | 13        | 14         | 15         | 16          | 17         | 18         | 19        | 20        | 21        | Helyezés | Pont |
| ---- | --------------------- | ---------- | ----------- | ----------- | ---------- | ---------- | ---------- | ---------- | ---------- | ---------- | ----------- | ---------- | ---------- | --------- | ---------- | ---------- | ----------- | ---------- | ---------- | --------- | --------- | --------- | -------- | ---- |
| 2019 | Carlin Buzz Racing    | ESP FEA 15 | ESP SPR 14  | FRA FEA 12  | FRA SPR 8  | AUT FEA 22 | AUT SPR 26 | GBR FEA 26 | GBR SPR 13 | HUN FEA 10 | HUN SPR 8   | BEL FEA 13 | BEL SPR Ki | ITA FEA 9 | ITA SPR 10 | RUS FEA 15 | RUS SPR 10  |            |            |           |           |           | 19.      | 5    |
| 2020 | Prema Racing          | AUT1 FEA 2 | AUT1 SPR 27 | AUT2 FEA 6‡ | AUT2 SPR 2 | HUN FEA 6  | HUN SPR 4  | GBR1 FEA 3 | GBR1 SPR 5 | GBR2 FEA 1 | GBR2 SPR Ki | ESP FEA 3  | ESP SPR 5  | BEL FEA 8 | BEL SPR 1  | ITA FEA 26 | ITA SPR 25† | MUG FEA 6  | MUG SPR Ki |           |           |           | 3.       | 160  |
| 2021 | Charouz Racing System | ESP SP1 4  | ESP SP2 Ki  | ESP FEA 9   | FRA SP1 4  | FRA SP2 12 | FRA FEA Ki | AUT SP1 15 | AUT SP2 Ki | AUT FEA 8  | HUN SP1 3   | HUN SP2 9  | HUN FEA 10 | BEL SP1 8 | BEL SP2 3  | BEL FEA 7  | NED SP1 2   | NED SP2 10 | NED FEA 6  | RUS SP1 1 | RUS SP2 T | RUS FEA 4 | 7.       | 102  |

† A versenyt nem fejezte be, de helyezését értékelték, mert a versenytáv több, mint 90%-át teljesítette.
‡ A versenyt félbeszakították, és mivel nem teljesítették a táv 75%-át, így csak a pontok felét kapta meg.

### Teljes FIA Formula–2-es eredménysorozata
(Táblázat értelmezése)

(Félkövér: pole-pozícióból indult; dőlt: leggyorsabb kört futott) 

| Év   | Csapat      | 1         | 2         | 3          | 4          | 5         | 6         | 7         | 8         | 9          | 10        | 11        | 12        | 13        | 14        | 15        | 16        | 17        | 18         | 19         | 20         | 21         | 22        | 23        | 24         | 25        | 26         | 27        | 28        | Helyezés | Pont |
| ---- | ----------- | --------- | --------- | ---------- | ---------- | --------- | --------- | --------- | --------- | ---------- | --------- | --------- | --------- | --------- | --------- | --------- | --------- | --------- | ---------- | ---------- | ---------- | ---------- | --------- | --------- | ---------- | --------- | ---------- | --------- | --------- | -------- | ---- |
| 2021 | HWA Racelab | BHR SP1   | BHR SP2   | BHR FEA    | MON SP1    | MON SP2   | MON FEA   | AZE SP1   | AZE SP2   | AZE FEA    | GBR SP1   | GBR SP2   | GBR FEA   | ITA SP1   | ITA SP2   | ITA FEA   | RUS SP1   | RUS SP2   | RUS FEA    | KSA SP1 16 | KSA SP2 Ki | KSA FEA 14 | UAE SP1   | UAE SP2   | UAE FEA    |           |            |           |           | 29.      | 0    |
| 2022 | Carlin      | BHR SPR 6 | BHR FEA 7 | KSA SPR Ki | KSA FEA 12 | IMO SPR 6 | IMO FEA 7 | ESP SPR 3 | ESP FEA 4 | MON SPR 10 | MON FEA 9 | AZE SPR 6 | AZE FEA 2 | GBR SPR 7 | GBR FEA 1 | AUT SPR 7 | AUT FEA 1 | FRA SPR 8 | FRA FEA Ki | HUN SPR Ki | HUN FEA 10 | BEL SPR Ki | BEL FEA 5 | NED SPR 8 | NED FEA Ki | ITA SPR 4 | ITA FEA Ki | UAE SPR 6 | UAE FEA 5 | 4.       | 148  |

### Teljes Formula–1-es eredménysorozata
(Táblázat értelmezése)

(Félkövér: pole-pozícióból indult; dőlt: leggyorsabb kört futott) 

| Év   | Csapat   | 1      | 2      | 3       | 4      | 5      | 6      | 7      | 8      | 9      | 10     | 11      | 12     | 13     | 14     | 15     | 16     | 17     | 18     | 19      | 20     | 21     | 22     | 23  | 24  | Helyezés | Pont |
| ---- | -------- | ------ | ------ | ------- | ------ | ------ | ------ | ------ | ------ | ------ | ------ | ------- | ------ | ------ | ------ | ------ | ------ | ------ | ------ | ------- | ------ | ------ | ------ | --- | --- | -------- | ---- |
| 2022 | Williams | BHR    | SAU    | AUS     | EMI    | MIA    | ESP    | MON    | AZE    | CAN    | GBR    | AUT     | FRA    | HUN    | BEL    | NED    | ITA    | SIN    | JPN    | USA Tp  | MEX Tp | BRA Tp | UAE Tp |     |     | —        | —    |
| 2023 | Williams | BHR 12 | SAU 16 | AUS 16† | AZE 16 | MIA 20 | MON 18 | ESP 20 | CAN Ki | AUT 13 | GBR 11 | HUN 18† | BEL 17 | NED Ki | ITA 13 | SIN 14 | JPN Ki | QAT Ki | USA 10 | MEX 16† | BRA 11 | LVS 16 | UAE 16 |     |     | 21.      | 1    |
| 2024 | Williams | BHR 20 | SAU 14 | AUS Vi  | JPN 17 | CHN 17 | MIA Ki | EMI 17 | MON 15 | CAN Ki | ESP 20 | AUT 19  | GBR 11 | HUN 17 | BEL 17 | NED 16 | ITA    | AZE    | SIN    | USA     | MEX    | BRA    | LVS    | QAT | UAE | 23.      | 0    |

† A versenyt nem fejezte be, de helyezését értékelték, mert a versenytáv több, mint 90%-át teljesítette.

### Teljes Európai Le Mans-széria eredménylistája
| Év   | Csapat             | Osztály | Autó     | 1   | 2     | 3   | 4     | 5   | 6   | Helyezés | Pont |
| ---- | ------------------ | ------- | -------- | --- | ----- | --- | ----- | --- | --- | -------- | ---- |
| 2021 | Racing Team Turkey | LMP2    | Aurus 01 | CAT | RBR 4 | LEC | MNZ 7 | SPA | ALG | 19.      | 21   |